# Richard Ray
Richard Belmont Ray (2 de febrero de 1927 - 29 de mayo de 1999) fue un político estadounidense que se desempeñó como miembro de la Cámara de Representantes de los Estados Unidos para el tercer distrito del Congreso de Georgia de 1983 a 1993.

## Primeros años de vida
Ray nació en Fort Valley, Georgia, y se graduó de Crawford County High School en Roberta, Georgia, en 1944.

## Carrera
Después de graduarse de la escuela secundaria, Ray sirvió en la Marina de los Estados Unidos durante la Segunda Guerra Mundial, de 1944 a 1946. Después de la guerra, Ray trabajó como agricultor y empresario local antes de desempeñarse como alcalde de Perry, Georgia, de 1964 a 1970. Durante ese tiempo, Sam Nunn era abogado de la ciudad, y después de su elección al Senado de los Estados Unidos en 1972, Ray se convirtió en asistente administrativo de Nunn. 
En 1982, Ray fue elegido demócrata para la Cámara de Representantes de los Estados Unidos en representación del tercer distrito del Congreso de Georgia . Fue reelegido para ese cargo cuatro veces.
Después del censo de 1990, Georgia obtuvo un nuevo distrito congresional. A pesar de esto, la Asamblea General de Georgia, controlada por los demócratas, desmanteló el sexto distrito del Congreso de Georgia y trasladó gran parte de la porción sur del antiguo territorio de Newt Gingrich al distrito de Ray, con base en Columbus . Sin embargo, el nuevo distrito era considerablemente más urbano y republicano que el antiguo distrito de Ray. Ray perdió ante el senador estatal republicano Mac Collins, residente del antiguo territorio de Gingrich, por casi 10 puntos.

## Vida personal
Después de su servicio en el Congreso, Ray residió en Byron, Georgia y Alexandria, Virginia . Murió en Macon, Georgia en 1999.